# 8322 Kononovich
A 8322 Kononovich (ideiglenes jelöléssel 1978 RL1) egy kisbolygó a Naprendszerben. Nyikolaj Sztyepanovics Csernih fedezte fel 1978. szeptember 5-én.